# Млинський потік (притока Орави)
Млинський потік (словац. Mlynský potok) — річка в Словаччині, ліва притока Орави, протікає в окрузі Дольни Кубін.
Довжина приблизно 4.5-5.0 км. Витік знаходиться в масиві Оравська Верховина; схил гори Градок — на висоті близько 630 метрів. Протікає територією села Оравска Поруба.
Впадає в Ораву на висоті приблизно 460-465 метрів.